# West Rutland
West Rutland ist eine Town im Rutland County des Bundesstaates Vermont in den Vereinigten Staaten mit 2214 Einwohnern (laut Volkszählung von 2020).

## Geografie

### Geografische Lage
West Rutland liegt zentral im Rutland County, in den Green Mountains. Östlich der Town fließt der Otter Creek. Im Nordosten ragt das Whipple Hollow Wildlife Management Area in die Town und im Nordwesten befindet sich der West Rutland State Forest. Mehrere Bäche entwässern in den Otter Creek, zumeist in nord-südlicher Richtung und schließlich in Höhe des Villages West Rutland nach Osten in den Otter Creek.

### Nachbargemeinden
Alle Entfernungen sind als Luftlinien zwischen den offiziellen Koordinaten der Orte aus der Volkszählung 2010 angegeben.
- Norden: Pittsford, 3,3 km
- Osten: Proctor, 3,1 km
- Osten: Rutland Town, 12,2 km
- Südosten: Clarendon, 8,7 km
- Südwesten: Ira, 4,2 km
- Westen: Castleton, 11,7 km

### Klima
Die mittlere Durchschnittstemperatur in West Rutland liegt zwischen −7,2 °C (19 °Fahrenheit) im Januar und 20,6 °C (69 °Fahrenheit) im Juli. Damit ist der Ort gegenüber dem langjährigen Mittel der USA um etwa 9 Grad kühler. Die Schneefälle zwischen Mitte Oktober und Mitte Mai liegen mit mehr als zwei Metern etwa doppelt so hoch wie die mittlere Schneehöhe in den USA. Die tägliche Sonnenscheindauer liegt am unteren Rand des Wertespektrums der USA, zwischen September und Mitte Dezember sogar deutlich darunter.

## Geschichte
West Rutland entstand aus dem Village West Rutland, dem einzigen Village westlich des Otter Creeks, der Town Rutland. Rutland wurde 1761 durch Benning Wentworth gegründet.

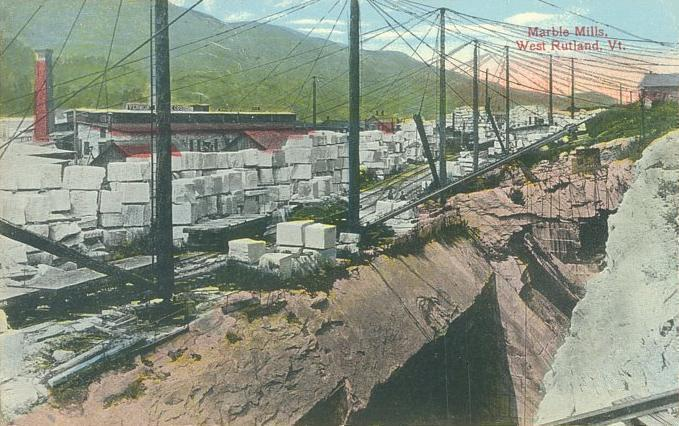
Marmorbruch in West Rutland

Nachdem in den 1830er Jahren entdeckt wurde, dass der West Hill aus qualitativ hochwertigem Marmor bestand und durch die Erschließung durch eine Eisenbahnstrecke im Jahr 1851 der Abbau und Transport zu den Kunden deutlich verbessert wurde, siedelten sich im Village West Rutland mehr als 20 Marmorbrüche an. Die Marmorindustrie wurde zur wirtschaftlichen Grundlage von West Rutland. Ende der 1880er Jahre wuchs die Unzufriedenheit der Bewohner über die politische Verwaltung durch Rutland und am 19. November 1886 wurde West Rutland von Rutland abgeteilt und die eigenständige Town West Rutland gegründet. Die erste Stadtversammlung fand am 1. März 1887 statt. Im Jahr 1909 wurde die Town Hall von West Rutland gebaut.
Eine Pferdestraßenbahn wurde im Jahr 1886 in Betrieb genommen. Die Strecken führten entlang der Main Street und der Marble Street. Die Wagen wurden in den 1890er Jahren auf Elektroantrieb umgestellt und später wurde die Strecke bis zum Castleton Lake, nach Fair Haven und Poultney erweitert. Die Strecken wurden im Jahr 1924 aufgegeben, als immer mehr Autos genutzt wurden.

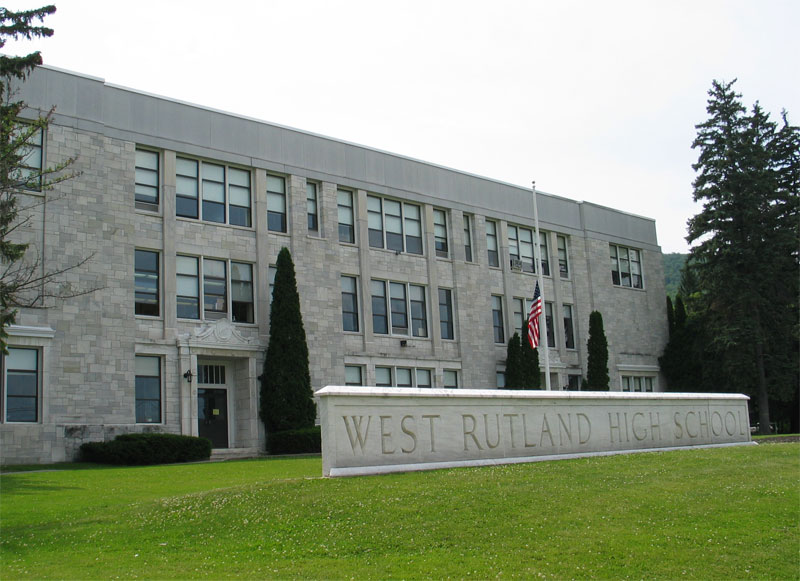
West Rutland High School

Nach einem Feuer im Jahr 1891 wurde eine Feuerwehr gegründet. Ein Großbrand zerstörte 1903 viele Gebäude an der Marbel Street. Im Jahr 1928 zerstörte ein weiteres großes Feuer die Elementary School an der Main Street. Das Gebäude wurde im Jahr 1929 wieder aufgebaut und zu einer Schule mit Elementary und High School Klassen ausgebaut.
Durch die Marmorindustrie entwickelte sich ein Feuchtgebiet in West Rutland. Das Wasser und der Sand, der zum Polieren der Marmorblöcke benutzt wurde, ließen einen kleinen Bach versanden und dieser dehnte sich zu einem sumpfigen Feuchtgebiet aus.

### Religionen
Als 1886 die eigenständige Town West Rutland gegründet wurde, befanden sich sechs Kirchengemeinden in dem Towngebiet, vier protestantische und zwei Katholische Gemeinden.

### Einwohnerentwicklung
| Volkszählungsergebnisse - Town of West Rutlan, Vermont | Volkszählungsergebnisse - Town of West Rutlan, Vermont | Volkszählungsergebnisse - Town of West Rutlan, Vermont | Volkszählungsergebnisse - Town of West Rutlan, Vermont | Volkszählungsergebnisse - Town of West Rutlan, Vermont | Volkszählungsergebnisse - Town of West Rutlan, Vermont | Volkszählungsergebnisse - Town of West Rutlan, Vermont | Volkszählungsergebnisse - Town of West Rutlan, Vermont | Volkszählungsergebnisse - Town of West Rutlan, Vermont | Volkszählungsergebnisse - Town of West Rutlan, Vermont | Volkszählungsergebnisse - Town of West Rutlan, Vermont |
| Jahr                                                   | 1800                                                   | 1810                                                   | 1820                                                   | 1830                                                   | 1840                                                   | 1850                                                   | 1860                                                   | 1870                                                   | 1880                                                   | 1890                                                   |
| ------------------------------------------------------ | ------------------------------------------------------ | ------------------------------------------------------ | ------------------------------------------------------ | ------------------------------------------------------ | ------------------------------------------------------ | ------------------------------------------------------ | ------------------------------------------------------ | ------------------------------------------------------ | ------------------------------------------------------ | ------------------------------------------------------ |
| Einwohner                                              |                                                        |                                                        |                                                        |                                                        |                                                        |                                                        |                                                        |                                                        | 2.379                                                  | 3.680                                                  |
| Jahr                                                   | 1900                                                   | 1910                                                   | 1920                                                   | 1930                                                   | 1940                                                   | 1950                                                   | 1960                                                   | 1970                                                   | 1980                                                   | 1990                                                   |
| Einwohner                                              | 2.914                                                  | 3.427                                                  | 3.391                                                  | 3.421                                                  | 2.922                                                  | 2.487                                                  | 2.302                                                  | 2.381                                                  | 2.351                                                  | 2.448                                                  |
| Jahr                                                   | 2000                                                   | 2010                                                   | 2020                                                   | 2030                                                   | 2040                                                   | 2050                                                   | 2060                                                   | 2070                                                   | 2080                                                   | 2090                                                   |
| Einwohner                                              | 2.535                                                  | 2.326                                                  | 2.214                                                  |                                                        |                                                        |                                                        |                                                        |                                                        |                                                        |                                                        |

## Kultur und Sehenswürdigkeiten

### Bauwerke

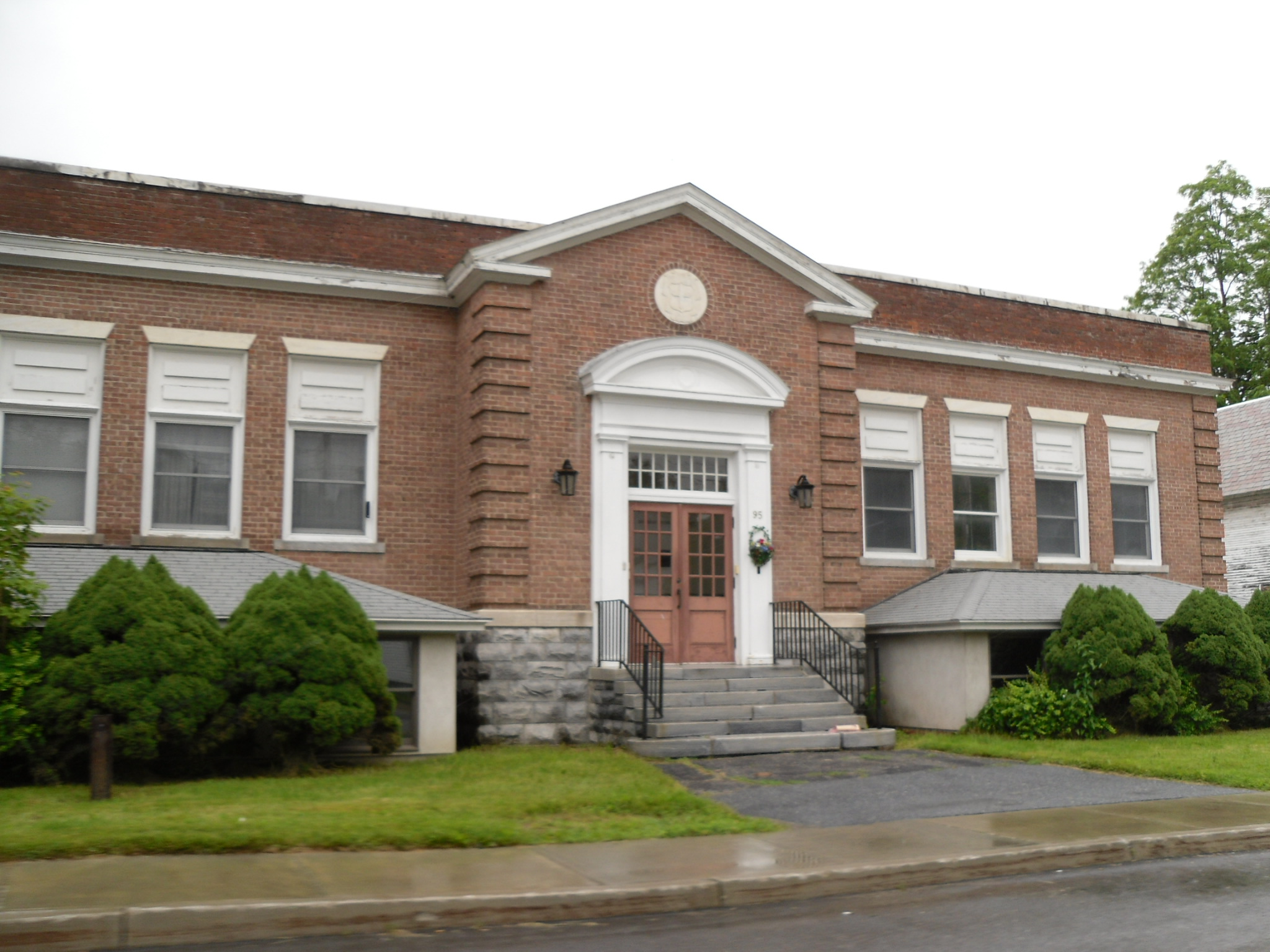
St. Stanislaus Kostka School and Convent House

Die Gebäude der konfessionellen St. Stanislaus Kostka School, ein Ziegelsteingebäude und das Haus des Konvents der Schwestern des hl. Franziskus, ein Holzrahmenhaus mit Schieferdach, nördlich des Schulhauses wurden 2010 gemeinsam ins National Register of Historic Places im Jahr 2010 aufgenommen.

## Wirtschaft und Infrastruktur

### Verkehr
Der U.S. Highway 4 verläuft in west-östlicher Richtung zentral durch die Town, von Castleton durch den nördlichen Teil von Ira und West Rutland nach Rutland. In Südlicher Richtung führt die Vermont State Route 133 von West Rutland nach Ira. Die Bahnstrecke Whitehall–Rutland führt von Whitehall mit Haltestelle in West Rutland nach Rutland zunächst als Güterstrecke, die 1990 saniert wurde und seitdem verbinden Personenzüge New York und Rutland.

### Öffentliche Einrichtungen
In West Rutland gibt es kein eigenes Krankenhaus. Das nächstgelegene Krankenhaus ist das Rutland Regional Medical Center in Rutland.

### Bildung
West Rutland gehört zur Rutland Central Supervisory Union. In West Rutland befindet sich die West Rutland School, mit Klassen von Kindergarten bis zur 12. Klasse.
Die West Rutland Free Library befindet sich an der Main Street in West Rutland.

## Persönlichkeiten

### Söhne und Töchter der Stadt
- Harvey H. Johnson (1808–1896), Politiker
- Peter J. Hincks (1883–1968), Politiker und Vermont State Treasurer